# Gouvernement Filali I
Pour les articles homonymes, voir Gouvernement Filali.
Monarchie constitutionnelle
Lamrani VI Filali II
Le gouvernement Filali I est le 22e gouvernement du Maroc depuis son indépendance en 1955, il est formé le 7 juin 1994 et remplacé le 31 janvier 1995 par le gouvernement Filali II.

## Formation
Un an après les élections législatives marocaines de 1993, Abdellatif Filali est appelé le 25 mai 1994 par le roi Hassan II afin de remplacer Mohammed Karim Lamrani et former un nouveau gouvernement.
Le 7 juin 1994, la liste gouvernementale — comportant 32 portefeuilles — a été officiellement approuvée et nommée par le roi Hassan II.

## Composition
| Présidence du Gouvernement                                                                             |                                |
| Premier ministre et ministre des Affaires étrangères                                                   | Abdellatif Filali              |
| Ministres                                                                                              |                                |
| Ministre d'État                                                                                        | Moulay Ahmed Alaoui            |
| Ministre d'État à l'Intérieur et à l'Information                                                       | Driss Basri                    |
| Ministre de la justice                                                                                 | Mohammed Drissi Alami Machichi |
| Ministre de la Santé publique                                                                          | Abderrahim Harouchi            |
| Ministre des Finances et des Investissements                                                           | Mohamed Sagou                  |
| Ministre de l'Éducation nationale                                                                      | Mohamed Knidri                 |
| Ministre de la Pêche maritime et de la Marine marchande                                                | El Mostapha Sahel              |
| Ministre des Travaux publics, de la Formation professionnelle et de la Formation des cadres            | Mohamed Hassad                 |
| Ministre des Transports                                                                                | Rachidi Ghezouani              |
| Ministre des Postes et des Télécommunications                                                          | Abdeslam Ahizoune              |
| Ministre de l'Agriculture et de la Mise en valeur agricole                                             | Abdelaziz Meziane Belfkih      |
| Ministre de la Jeunesse et des Sports                                                                  | Driss Alaoui M'Daghri          |
| Ministre du Commerce et de l'Industrie                                                                 | Driss Jettou                   |
| Ministre des Habous et des Affaires islamiques                                                         | Abdelkebir M'Daghri Alaoui     |
| Ministre de l'Emploi et des Affaires sociales                                                          | Rafiq Haddaoui                 |
| Ministre de l'Energie et des Mines                                                                     | Abellatif Guerraoui            |
| Ministre des Affaires culturelles                                                                      | Mohammed Allal Sinaceur        |
| Ministre de l'Habitat                                                                                  | Driss Toulali                  |
| Ministre du Tourisme                                                                                   | Serge Berdugo                  |
| Ministre du Commerce extérieur, des Investissements extérieurs et de l'Artisanat                       | Mourad Cherif                  |
| Secrétaire général du gouvernement                                                                     | Abdessadek Rabii               |
| Ministre délégué auprès du Premier ministre chargé des Affaires administratives                        | Aziz Hasbi                     |
| Ministre délégué auprès du Premier ministre                                                            | Abderrahman Sbaï               |
| Ministre délégué auprès du Premier ministre chargé des Marocains résidents à l'étranger                | Ahmed Ouardi                   |
| Ministre délégué auprès du Premier ministre chargé des Relations avec le Parlement                     | Mohamed Moâtassim              |
| Ministre délégué auprès du Premier ministre chargé de la mise à niveau de l'économie                   | Omar Kabbaj                    |
| Ministre délégué auprès du Premier ministre chargé des Droits de l'Homme                               | Omar Azziman                   |
| Ministre délégué auprès du Premier ministre chargé de la Privatisation et des Établissements de l'État | Abderrahmane Saïdi             |
| Secrétaire d'État aux Affaires étrangères et à la Coopération                                          | Taïeb Fassi-Fihri              |
| Sous-secrétaire d'État auprès du ministre d'État à l'Intérieur chargé de l'Environnement               | Chaouki Sarghini               |